# Instytut Zdrowia w Warszawie
Narodowe Centrum Zdrowia i Biologii Człowieka – Instytut Zdrowia w Warszawie, NCZiBC-IZWW (nazwa skrócona, używana: Instytut Zdrowia w Warszawie, IZWW, do 2022 Narodowe Centrum Zdrowia Publicznego i Higieny Instytut Zdrowia w Warszawie) – samodzielna (pozaresortowa) instytucja naukowo-badawcza typu non-profit, prowadząca badania naukowe, prace rozwojowe i wdrożeniowe, działalność szkoleniową i ekspertyzową oraz działalność leczniczą. Instytut podejmuje również zadania z zakresu zdrowia publicznego i higieny, a w szczególności zadania z zakresu promocji zdrowia i profilaktyki chorób.
W strukturze Instytutu znajdują się zakłady i samodzielne pracownie naukowo-badawcze oraz inne jednostki organizacyjne; merytoryczne i administracyjne.
Instytut zlokalizowany jest w Warszawie (dzielnica: Śródmieście Północne) przy ul. Chmielnej 2.